# Aleksandrina Najdenova
Aleksandrina Najdenova (in bulgaro Александрина Найденова?; Plovdiv, 29 febbraio 1992) è un'ex tennista bulgara.
Nel 2020 è stata squalificata a vita dopo essere stata giudicata colpevole dalla Tennis Integrity Unit di aver truccato il risultato di varie partite ed aver inoltre ostacolato le indagini.

## Carriera
Aleksandrina Najdenova ha vinto in totale ventitre titoli ITF: dieci in singolare e quattordici in doppio.

## Circuito WTA 125

### Doppio

#### Sconfitte (1)
| N. | Data           | Torneo                        | Superficie | Compagna      | Avversarie in finale             | Punteggio |
| 1. | 11 giugno 2017 | Croatian Bol Ladies Open, Bol | Cemento    | Lina Ǵorčeska | Chuang Chia-jung Renata Voráčová | 4-6, 2-6  |

## Statistiche ITF

### Singolare

#### Vittorie (10)
| Torneo $100.000 (0) |
| Torneo $80.000 (0)  |
| Torneo $75.000 (0)  |
| Torneo $60.000 (0)  |
| Torneo $50.000 (0)  |
| Torneo $25.000 (2)  |
| Torneo $15.000 (1)  |
| Torneo $10.000 (7)  |

| N.  | Data              | Torneo                                                              | Superficie      | Avversaria in finale | Punteggio     |
| 1.  | 14 settembre 2008 | ITF Women's Circuit Bogotà, Bogotà                                  | Terra rossa (i) | Viky Núñez Fuentes   | 6-4, 7-6(2)   |
| 2.  | 30 gennaio 2011   | Copa Seguros Bolivar, Bucaramanga                                   | Terra rossa     | Yuliana Lizarazo     | 6-1, 6-2      |
| 3.  | 13 marzo 2011     | Internacional Femenino de Tenis Club de Campo La Pasada, Concepción | Terra rossa     | Andrea Benítez       | 1-6, 6-4, 6-4 |
| 4.  | 27 marzo 2011     | ITF Femenino de Rancagua, Rancagua                                  | Terra rossa     | Catalina Pella       | 3-6, 6-2, 6-2 |
| 5.  | 10 luglio 2011    | GD Tennis Cup, Smirne                                               | Terra rossa     | Daria Mironova       | 6-4, 6-3      |
| 6.  | 30 settembre 2012 | Torneo Internacional Femenino Villa de Madrid, Madrid               | Terra rossa     | Jade Suvrijn         | 6-4, 6-0      |
| 7.  | 23 gennaio 2015   | Jolie Ville Golf Women's, Sharm el-Sheikh                           | Cemento         | Pia König            | 6-3, 6-4      |
| 8.  | 16 settembre 2018 | IV TORNEO INTERNACIONAL "CIUDAD DE CEUTA", Ceuta                    | Cemento         | Lucía Cortez Llorca  | 6-1, 4-6, 6-1 |
| 9.  | 21 luglio 2019    | Qujing Open, Qujing                                                 | Cemento (i)     | Yang Yidi            | 7-5, 6-3      |
| 10. | 25 agosto 2019    | Guiyang Open, Guiyang                                               | Cemento         | Jang Su-jeong        | 6-4, 6-2      |

### Doppio

#### Vittorie (14)
| Torneo $100.000 (0) |
| Torneo $80.000 (0)  |
| Torneo $75.000 (0)  |
| Torneo $60.000 (1)  |
| Torneo $50.000 (1)  |
| Torneo $25.000 (8)  |
| Torneo $15.000 (3)  |
| Torneo $10.000 (1)  |

| N.  | Data              | Torneo                                                | Superficie      | Compagno         | Avversari in finale                      | Punteggio           |
| 1.  | 29 settembre 2012 | Torneo Internacional Femenino Villa de Madrid, Madrid | Terra rossa     | Malou Ejdesgaard | Tatiana Búa Ivonne Cavallé Reimers       | 5-7, 6-3, [10-3]    |
| 2.  | 1º marzo 2014     | Nyrstar Port Pirie Tennis International, Port Pirie   | Cemento         | Jessica Moore    | Miyabi Inoue Hiroko Kuwata               | 6-4, 6-3            |
| 3.  | 5 aprile 2014     | Glen Iris International, Glen Iris                    | Terra rossa     | Jessica Moore    | Tammi Patterson Ellen Perez              | 6-4, 6-2            |
| 4.  | 12 aprile 2014    | Melbourne Park Tennis International, Melbourne        | Terra rossa     | Jessica Moore    | Miyu Katō Yuuki Tanaka                   | 7-5, 6(5)-7, [10-7] |
| 5.  | 24 ottobre 2015   | ITF Women's Circuit Bucaramanga, Bucaramanga          | Terra rossa     | Daniela Seguel   | Montserrat González Francesca Segarelli  | 6–2, 7–6(3)         |
| 6.  | 19 febbraio 2016  | Morelos Open, Cuernavaca                              | Cemento         | Fanny Stollár    | Elizaveta Ianchuk Kateřina Kramperová    | 6-3, 6-2            |
| 7.  | 9 maggio 2016     | Fukuoka International Women's Cup, Fukuoka            | Erba            | Indy de Vroome   | Nigina Abduraimova Ksenia Lykina         | 6-4, 6-1            |
| 8.  | 20 giugno 2016    | Lenzerheide Open, Lenzerheide                         | Terra rossa     | Tadeja Majerič   | Irina Maria Bara Elyne Boeykens          | 7–5, 1–6, [10–8]    |
| 9.  | 31 ottobre 2016   | Chenzhou Open, Chenzhou                               | Cemento         | Jacqueline Cako  | Angelina Gabueva Sofia Shapatava         | 3–6, 6–4, [10–6]    |
| 10. | 7 novembre 2016   | LIC ITF Women's Tennis Championships, Pune            | Cemento         | Irina Chromačëva | Sowjanya Bavisetti Rishika Sunkara       | 6–2, 6–1            |
| 11. | 23 aprile 2017    | ITF Women's Circuit Chiasso, Chiasso                  | Terra rossa     | Lina Ǵorčeska    | Kateřina Kramperová Rosalie van der Hoek | 7–5, 2–6, [10–7]    |
| 12. | 9 luglio 2017     | ITF Women's Circuit Getxo, Getxo                      | Terra rossa     | Andrea Gámiz     | Cristina Bucșa Noelia Zeballos           | 6–2, 6–4            |
| 13. | 26 maggio 2018    | ITF Women's Circuit Baotou, Baotou                    | Terra rossa (i) | Alison Bai       | Natalija Kostić Nika Kukharchuk          | 6–4, 0–6, [10–6]    |
| 14. | 21 maggio 2019    | ITF Pro Circuit 1 Presented by SAT, Nonthaburi        | Cemento         | İpek Soylu       | Haruka Kaji Risa Ozaki                   | 6-1, 6-3            |